# Huitzilíhuitl
Huitzilíhuitl, född 1379, död 1417, var en aztekisk tlatoani eller härskare 1391-1417. Hans namn på nahuatl betyder kolibrifjäder. Han var Acamapichtlis fjärde son.

## Galleri

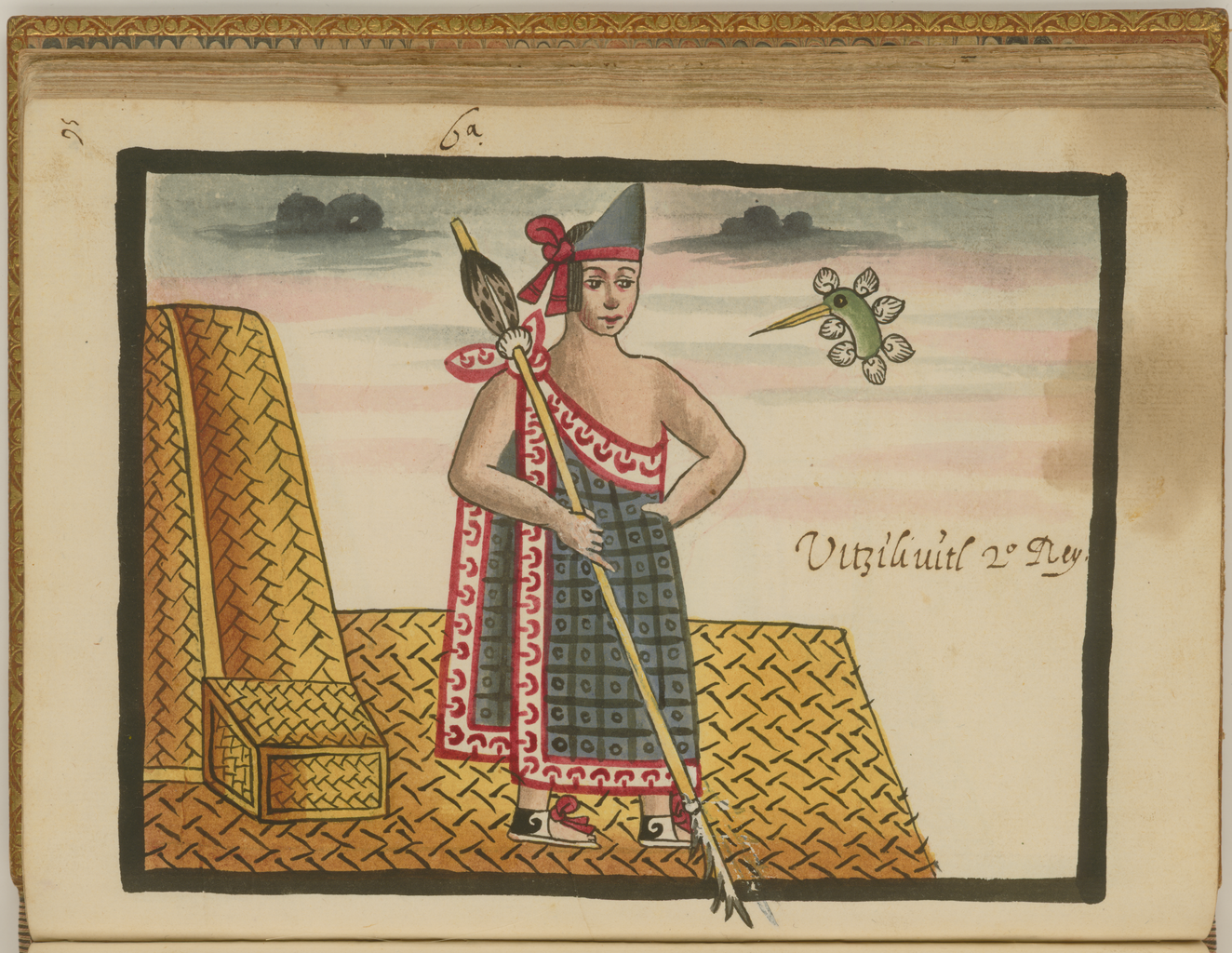
Huitziláihuitl i Ramírez Codex.